# Margrit Schlankardt
Margrit Schlankardt (* 9. August 1943 in Flensburg) ist eine deutsche Politikerin der SPD und ehemaliges Mitglied der Hamburgischen Bürgerschaft.

## Leben und Politik
Schlankardt trat 1974 in die SPD ein. Zwischen 1978 und 1986 war sie vielen Bereichen der Kommunalpolitik tätig. Sie war unter anderem  Kreisvorstandsmitglied in Hamburg-Wandsbek und stellvertretende Distriktsvorsitzende in Hamburg-Wellingsbüttel. 
Sie war von 1987 als Nachrückerin bis 1997 Mitglied der Hamburgischen Bürgerschaft. Ihre politischen Schwerpunkte innerhalb der Fraktion waren unter anderem in den Bereichen Schule, Bildung, Haushalt und Finanzen.
Bis 2008 war Schlankardt mehr als 17 Jahre lang Geschäftsführerin der Hamburgischen Arbeitsgemeinschaft für Gesundheitsförderung HAG (vormals Hamburgische Landesvereinigung für Gesundheitserziehung HLG). Sie übernahm 2010 den Vorsitz des Landesverband Hamburg des Deutschen Kinderschutzbundes. Sie ist verwitwet, hat zwei Kinder und fünf Enkelkinder.